# Acacia lasiocarpa
Acacia lasiocarpa är en ärtväxtart som beskrevs av George Bentham. Acacia lasiocarpa ingår i släktet akacior, och familjen ärtväxter.

## Underarter
Arten delas in i följande underarter:
- A. l. bracteolata
- A. l. lasiocarpa
- A. l. sedifolia